# ميريت باترسون
ميريت باترسون هي عارضة وممثلة كندية، ولدت في 2 سبتمبر 1990 بويسلر في كندا.

## أعمال

### مسلسلات
- كايل إكس واي

## وصلات خارجية
- ميريت باترسون على موقع IMDb (الإنجليزية)
- ميريت باترسون على موقع روتن توميتوز (الإنجليزية)
- ميريت باترسون على موقع ألو سيني (الفرنسية)
- ميريت باترسون على موقع أول موفي (الإنجليزية)
- ميريت باترسون على موقع قاعدة بيانات الفيلم (الإنجليزية)
- ميريت باترسون على موقع كينوبويسك (الروسية)